# 3016 Маас
3016 Маа́с (3016 Meuse) — астероїд головного поясу, відкритий 1 березня 1981 року.
Тіссеранів параметр щодо Юпітера — 3,309.